# Hedenbergit
Hedenbergit – minerał z grupy krzemianów łańcuchowych. Należy do grupy piroksenów. Klinopiroksen. Minerał szeroko rozpowszechniony, lecz rzadko tworzy większe wystąpienia. Nazwa pochodzi od nazwiska szwedzkiego mineraloga M.A. Hedenberga, przyjaciela i odkrywcy tego minerału – J.J. Berzeliusa.

## Właściwości
Jednoskośne, pryzmatyczne kryształy są bardzo rzadkie. Najczęściej występuje w postaci skupień promienistych, pręcikowych, ziarnistych, skrytokrystalicznych, zbitych. Jest kruchy, nieprzezroczysty, niektóre kryształy wykazują efekt kociego oka. Często zawiera domieszki magnezu lub manganu, niekiedy też cynku i niklu. 
Rzadko występuje w czystej postaci. Najczęściej tworzy kryształy mieszane z diopsydem i johannsenitem.

## Występowanie
Jest typowym minerałem pochodzenia metamorficznego. Występuje w zasobnych w żelazo skałach metamorficznych; skarnach, erlanach, rzadziej w syenitach, granitach. Zwykle współwystępuje z ilvaitem, kalcytem, epidotem, magnetytem, augitem, pirytem. 
Miejsca występowania: Norwegia - Arendal, Szwecja - Nordmarken, USA - New Jersey, Japonia - Obihiro, Nigeria, Australia, Rosja, Niemcy - w Rudawach.
W Polsce – znany z Dolnego Śląska (okolice Kowar, Kłodzka, Strzelina).

## Zastosowanie
- Ma znaczenie naukowe,
- interesujący dla kolekcjonerów,
- niektóre kryształy bywają okazjonalnie szlifowane (najcenniejsze są czarne kryształy z Indii, wykazujące efekt kociego oka).